# Geza-Jozsef Borsos
Geza-Jozsef Borsos (n. 14 decembrie 1941) este un fost deputat român în legislatura 1990-1992, ales în județul Harghita pe listele partidului UDMR. În cadrul activității sale parlamentare, Geza-Jozsef Borsos a fost membru în grupurile parlamentare de prietenie cu Italia și Grecia.